# Войска связи Министерства обороны СССР
Войска связи Министерства обороны СССР (Войска связи МО СССР) — обобщающее название специальных войск, предназначенные для развёртывания и эксплуатации систем связи в целях обеспечения управления войсками и силами, подчинённых Министерству обороны СССР, во всех видах их деятельности.
Как род специальных войск, войска связи являлись составной частью Советской Армии и ВМФ или всех пяти видов Вооружённых сил СССР (сухопутные войска, военно-морской флот, военно-воздушные силы, войска противовоздушной обороны и ракетные войска стратегического назначения).
Общее управление войсками связи всех пяти видов вооружённых сил осуществлялось Начальником войск связи Министерства обороны СССР. Войска связи имевшиеся в составе Внутренних войск МВД СССР и Пограничных войск, а также Войска правительственной связи КГБ СССР — в состав Войск связи МО СССР не входили.

## История

### Гражданская война
После Октябрьской революции (переворота), в условиях начинавшейся гражданской войны и военной интервенции, в целях защиты Советской республики было начато создание первых частей Красной армии. В первой половине 1918 года происходили мероприятия по созданию системы органов управления Красной армии и флота.
20 апреля 1918 года вышел приказ № 294 Народного комиссариата по военным и морским делам определивший штат стрелковой дивизии. В данном штате отводилось место для отдельного батальона связи с личным составом в 977 человек, а в стрелковых полках — команды связи. Командир батальона совмещал должность заведующего связью дивизии, соответственно начальник полковой команды связи — заведующим связью полка. Нехватка личного состава, транспорта и техники не позволили реализовать данные шаги.
В ноябре 1918 года были введены новые штаты батальона связи стрелковой дивизии, роты связи стрелковой бригады и команды связи стрелкового полка. По новым штатам батальон связи дивизии и команды связи стрелковых толков располагали меньшими средствами связи, транспорта и личным составом, что позволило воплотить их на практике.
В декабре 1918 года подразделения связи начали создавать в военной авиации и кавалерии.
Отличием от организационно-штатной структуры войск Российской империи стала самостоятельность батальонов и команд связи, которые как в царский период не стали включать в состав инженерных войск.
В октябре 1918 года был решён вопрос централизованного руководства радиосвязью в Красной армии, для чего была учреждена должность инспектора радиотелеграфа, подчинявшегося штабу Революционного совета республики в оперативном плане и начальнику Главного военно-инженерного управления в техническом плане. Одновременно на всех фронтах была введена должность инспектора радиотелеграфа фронта, а в общевойсковых армиях — заведующего радиотелеграфа армии. В штабах фронта были созданы почтово-телеграфные отделы наркомата почты и телеграфа (обеспечивали почтовую связь и связь по постоянным линиям связи). Снабжение Красной армии имуществом связи отводилось Главному военно-инженерному управлению.
20 октября 1919 года Приказом №1736/362 Революционного военного совета, было создано Управление связи Красной армии во главе с начальником связи Красной армии, а также управления связи фронтов и армий, отделы связи в дивизиях и бригадах. Тем самым произошло официальное оформление объединения руководства связью Красной армии в стройную систему. День 20 октября 1919 года стал днем рождения войск связи Вооружённых сил страны, как самостоятельных специальных войск. На Управление связи Красной армии возлагалась ответственность за организацию и обеспечение связи РВС республики и Полевого штаба Красной армии с фронтами и армиями, формирование частей связи, их укомплектование, обучение, обеспечение техникой и другим имуществом. Первым начальником Управления связи Красной армии был назначен А. М. Любович (ранее нарком почт и телеграфа), с сентября 1920 года по апрель 1924 года им был И. А. Халепский (ранее начальник связи Кавказского фронта), который очень много сделал для становления и развития войск связи.
Управление связи РККА несла ответственность за организацию и обеспечение связи Революционного совета и полевого штаба Красной армии с фронтами и армиями, формирование частей связи, их укомплектование, обучение, обеспечение техникой и другим имуществом.
К декабрю 1920 года войска связи состояли из 13 отдельных батальонов и 46 батальонов связи дивизий и бригад, большого число рот и команд связи, складов, мастерских и других частей и подразделений. Личный состав войск превышал 100 000 человек.
За время боевых действий гражданской войны были отработаны общие положения по организации связи на всех звеньях управления Красной армии, определены основные обязанности должностных лиц по связи, разработаны способы организации связи различными средствами. Постоянно шёл прогресс организационно-штатной структуры линейных и узловых частей и подразделений связи. Впервые в истории военной связи для управления войсками Красной армии были использованы поезда связи.
Деятельность войск связи в годы Гражданской войны получила высокую оценку в специальном приказе Революционного военного совета Республики от 17 февраля 1921 г., в котором отмечалось: «Героическая Красная армия, покрывшая себя неувядаемой славой, во многом обязана войскам связи, исполнявшим во время длительной борьбы с врагами большие ответственные задачи».
По окончании боевых действий войска связи были сокращены до 32 600 человек. На вооружении были в основном устаревшие и изношенные средства связи иностранного производства. Большие трудности в организации связи вызывались многотипностью и изношенностью средств связи. Актуальным стал вопрос совершенствования военной связи.
Приказом Революционного военного совета от 6 июня 1920 года при начальнике связи Красной армии был учрежден штатный Военно-технический совет связи (ВТСС РККА), на который возлагалась выработка решений по всем основным вопросам организации и развития военной связи, включая руководство научными исследованиями и созданием новых технических средств, а также разрешение текущих неотложных вопросов.

### Межвоенный период
После настоятельных усилий начальника связи Красной армии И. А. Халепского Революционным военным советом республики 15 апреля 1923 года был образован Научно-исследовательский институт Военно-технического совета связи РККА (в настоящее время 16-й Центральный научно-исследовательский испытательный институт). В войсках связи появился научный центр, который на основе постоянного анализа научно-технических достижений в стране и мире стал осуществлять поиск и военно-техническое обоснование конкретных путей их использования в военной связи. Институт с первых дней своего образования и до настоящего времени стал надежной опорой руководства войск связи в формировании и реализации технической политики в области совершенствования и развития систем и технических комплексов военной связи. На основе исследований института и промышленностью средств связи страны (в том числе и своими кадрами) в предвоенный период было создано первое поколение военно-полевых радиостанций, телефонных и телеграфных аппаратов, коммутационных устройств, кабелей связи, средств наземной радиоразведки с которыми Красная армия вступила в Великую Отечественную войну. По своему техническому уровню эти средства в основном удовлетворяли требованиям войск того времени, но их было недостаточно. В частях Красной армии продолжало оставаться значительное количество средств связи устаревших образцов. Особо острой стала проблема обеспечения войск техникой связи с началом массового развёртывания армии и флота с осени 1939 года.
К концу 1920-х годов войска связи в качественном отношении оставались на уровне заключительного этапа гражданской войны. Последовавшая индустриализация страны привела организационно-штатным изменениям и общему росту численности Красной армии, что отразилось на изменениях в войсках связи. Однако довольно длительное время роль связи в управлении войсками недооценивалась, а уровень их технической оснащённости сильно отставал от требований современной войны
В 1924 состоялся 1-й съезд начальников связи военных округов, соединений и командиров частей связи. На съезде рассматривались теоретические и практические вопросы развития военной связи. Рекомендации съезда были внесены в Полевой устав Красной армии 1925 года, в котором были выведены главные  принципы и способы организации связи различными средствами, обязанности командиров и штабов по управлению войсками и руководству связью.
В начале 1930-х годов войска связи имели в своём составе (без учёта корпусных и дивизионных батальонов и эскадронов связи):
- 9 отдельных полков связи;
- 1 отдельный радиополк;
- 12 отдельных радиобатальонов;
- 20 отдельных рот стрелковых корпусов;
- 71 отдельная рота стрелковых дивизий;
- 4 эскадрона связи кавалерийских корпусов
- 12 эскадронов кавалерийских дивизий.

К июню 1941 года в войсках связи находилось:
- 19 полков (14 окружных и 5 армейских);
- 25 отдельных линейных батальонов связи;
- 16 отдельных радиодивизионов (включая дивизионы особого назначения)
- 4 отдельные роты

К середине 1941 года укомплектованность радиосредствами войск составляла: в звене «Генштаб — фронт» до 35 %, в звене «армия — корпус» — 11 %, в дивизиях — 62 %, в полках — 77 %, в батальонах — 58 %. Из общего количества радиостанций устаревших типов во фронтовых радиосетях было 75 %, в армейских — 24 %, в дивизионных — 89 %, в полковых — 63 %. К этому времени комплект частей связи только центрального и окружного подчинения состоял из 19 отдельных полков связи, 25 отдельных батальонов связи и других частей и организаций.
Воины-связисты в предвоенный период принимали участие в боевых действиях на КВЖД (1929 г.), у озера Хасан (1938 г.), у реки Халхин-Гол (1939 г.), в освобождении Западной Белоруссии и Западной Украины (1939 г.), в Советско-финляндской войне (1939—1940 гг.). Войсками связи с апреля 1924 года по июнь 1941 года последовательно руководили Н. М. Синявский, Р. В. Лонгва, А. М. Аксёнов, И. А. Найдёнов, Н. И. Гапич.

### Великая Отечественная война
С началом боевых действий в Великой Отечественной войне, в связи с крайней необходимостью обеспечения связи во всех звеньях управления Красной Армии, численность войск связи резко увеличилась. По этой причине 5 августа 1941 года было проведено реформирование Управления связи Красной армии в Главное управление связи Красной армии.
В 1941 году, во время Великой Отечественной войны, по приказу Народного комиссариата обороны была создана должность начальника войск связи РККА. В первый, самый тяжёлый период войны стали очевидными крупные недостатки в подготовленности приграничных районов в отношении связи, технической оснащённости и в подготовленности самих войск связи РККА.
Базирование проводной связи на сети государственных постоянных воздушных линий позволяло авиации и диверсантам противника выводить её из строя. Радиосвязь ни организационно, ни материально не была подготовлена к обеспечению устойчивого управления войсками. В условиях отступления и тяжелейших оборонительных боев объединения, соединения и части Красной армии не были полностью укомплектованы частями и подразделениями связи. Укомплектованность личным составом и техникой частей и подразделений связи были крайние недостаточной. Эти обстоятельства явились одной из причин неудач РККА в начальный период войны. В то же время масштабы развернувшихся сражений с самого начала потребовали использования всех возможностей страны в интересах обеспечения связи с войсками.
В ноябре 1942 года из Войск связи Красной армии были выделены радиодивизионы особого назначения, занимавшиеся радиоразведкой, которые были переданы в подчинение НКВД СССР.
Опыт боевых действий привнёс изменения в организацию войск связи. Так в период с мая по август 1943 года были созданы отдельные дивизионы связи РВГК и узлы связи особого назначения (УСОН) для обеспечения связью представителей Ставки Верховного главнокомандования с Генеральным штабом и со штабами фронтов.
В целях централизации руководства связью в стране и армии решением Государственного комитета обороны от 23 июля 1941 года начальником связи Красной армии был назначен полковник И. Т. Пересыпкин (с февраля 1944 г. — маршал войск связи), за которым сохранялась и должность наркома связи СССР. А вскоре он был назначен ещё и заместителем народного комиссара обороны СССР.
По мере образования новых фронтовых и армейских управлений потребность в войсках связи и технических средствах для них непрерывно возрастала. Под энергичным руководством И. Т. Пересыпкина в течение первого года войны было сформировано свыше 1000 новых частей связи, созданы школы и курсы по ускоренной подготовке различных специалистов для обеспечения потребностей фронта в них.
И. Т. Пересыпкину удалось использовать все имеющиеся в стране ресурсы и возможности для налаживания массового производства техники связи и поставки их в войска. В результате всех этих усилий удалось переломить положение с обеспечением связью действующих войск.
В 1942 году была разработана первая переносная отечественная УКВ радиостанция А-7 с частотной модуляцией для стрелковых и артиллерийских полков, которая получила очень высокую оценку в войсках.
Заметное повышение роли радиосвязи произошло уже в ходе операций летне-осенней кампании 1942 года.
Опыт боевых действий убедительно показал, что радио, особенно в наступлении, становится основным, а часто и единственным средством связи, обеспечивающим управление войсками.
В ходе войны резко возросла и оснащённость войск средствами радиосвязи. В 1944 году промышленность поставила в войска более 64 тысяч радиостанций всех типов.
Происходило дальнейшее совершенствование органов управления связью, организационно-штатной структуры соединений, частей и подразделений связи, увеличение их численности.
В систему связи Генштаба были введены новые элементы — узлы связи особого назначения (УСОН), через которые прямая проводная связь Ставки Верховного Главнокомандования обеспечивалась с 2—4 фронтами. УСОНы размещались от линии фронта на 50-200 км. Через них также обеспечивалась связь и между соседними фронтами. В течение всей войны непрерывно возрастала доля связистов в общей численности личного состава армии.
К концу 1944 года были созданы отдельные бригады связи, состоящие из нескольких отдельных батальонов и развёрнуты дополнительно узлы связи. В силу увеличения числа действующих фронтов и возрастанием расстояний между Генштабом и штабами фронтов значительно возросло количество частей связи РВГК, были сформированы бригады связи РВГК.
К окончанию войны Красная армия имела в своём составе большое количество формирований связи, самым крупным типом из которых являлся полк связи.
Всего к маю 1945 года в Войсках связи Красной армии имелось:
- 125 полков связи (из них 10 полков связи ПВО и 20 полков связи ВВС);
- 300 отдельных батальонов связи (без учёта корпусных и дивизионных);
- около 500 отдельных рот связи.

Героями Советского Союза стали 294 воина-связиста, более 100 связистов стали полными кавалерами ордена Славы. Многие тысячи военных связистов были награждены орденами и медалями.
За годы войны почти 600 частей связи были отмечены орденами. А ряд фронтовых и армейских частей связи были удостоены звания гвардейских, в том числе 6 полков связи.
После учреждения в 1944 году воинского звания «маршал войск связи» 21 февраля 1944 года первым маршалом войск связи стал И. Т. Пересыпкин. После войны ещё 3 генералам было присвоено это звание.

### Послевоенный период
В связи с послевоенной массовой демобилизацией в вооружённых силах и сокращением вооружённых сил в период с 1945 по 1946 годы были расформированы более 300 частей связи (не считая входивших в состав корпусов и дивизий).
В марте 1946 года Главное управление связи Красной Армии было преобразовано в Управление начальника войск связи Сухопутных войск Вооружённых Сил СССР.
Также в 1946 году из структуры НКВД-НКГБ в подчинение Военного министерства были возвращены формирования Осназ, выполнявшие радиоразведку.
В апреле 1948 года директивой министра обороны СССР Управление начальника войск связи Сухопутных войск было преобразовано в Управление войск связи Советской Армии.
В октябре 1958 года Управление войск связи Советской Армии было преобразовано в Управление начальника войск связи Министерства обороны СССР.
Основная часть соединений и частей Войск связи обеспечивала деятельность сухопутных войск.
Обобщение и анализ опыта боевого применения войск связи убедительно показали, что успехи в проведении операций и боев зависят в определяющей степени от качества управления войсками, а управление войсками — от состояния технической оснащенности, возможностей и уровня подготовленности войск связи.
В первые послевоенные годы в войсках связи Советской армии большое внимание уделялось разработке и внедрению в практику новых принципов организации связи оперативных объединений и общевойсковых соединений на основе богатейшего опыта Великой Отечественной войны, а также разработке и обоснованию оперативно-тактических требований к новым средствам и комплексам связи, способным обеспечить управление войсками в новых условиях ведения боевых действий.
Маршалом И. Т. Пересыпкиным ещё в конце 1944 года была поставлена задача о начале работ по подготовке первой послевоенной системы вооружения средств военной связи.
В конце 40-х и в 50-х годов войска стали получать новые комплексы средств связи с качественно новыми тактико-техническими характеристиками.
Были созданы коротковолновые автомобильные радиостанции для радиосетей Генерального штаба, для фронтовых, для армейских (корпусных) радиосетей, а также для дивизионных сетей и танковая радиостанция.
Были созданы портативные ультракоротковолновые радиостанции, которые обеспечивали беспоисковую и бесподстроечную связь в тактическом звене управления.
В это же время были созданы технические средства для принципиально нового для Советской армии вида связи — радиорелейной связи (многоканальная станция Р-400 и малоканальная Р-401), а также комплексы частотного уплотнения и каналообразования, качественно новые образцы телефонной и телеграфной техники, коммутационные устройства, несколько типов полевых кабелей связи.
Оснащение войск радиорелейными станциями явилось качественно новым этапом в развитии систем связи оперативных объединений и общевойсковых соединений, повысило их надёжность, живучесть и помехозащищённость, а также улучшило ряд других показателей. Внедрение в войска новой техники потребовало пересмотра организационно-технической структуры узлов связи. На основе использования новых средств связи были созданы типовые комплексы автомобильных аппаратных для образования подвижных полевых узлов связи различных пунктов управления. Впервые на вооружение войск начали поступать подвижные узлы связи (ПУС) промышленного производства. Время на развёртывание таких узлов связи резко сокращалось, значительно повышалась мобильность систем связи в целом.
Во второй половине 50-х годов началось быстрое развитие ракетно-ядерного оружия, качественное совершенствование других средств вооруженной борьбы, что привело к существенным изменениям структуры Вооружённых сил СССР. Эти обстоятельства, в свою очередь, вызывали необходимость разработки новых методов управления войсками и оружием.
Период 60-х годов, в целом, характеризуется началом практических работ по созданию автоматизированных комплексов управления войсками и оружием (зенитные, артиллерийские и ракетные войска) и проектных работ в области автоматизации управления вооружёнными силами.
Стали проявляться повышенные требования к системам и каналам связи в части их устойчивости, помехозащищенности, скрытности и своевременности в передаче информации.
Войска связи успешно решали эти сложные новые задачи.
С уходом в 1957 году в отставку маршала войск связи И. Т. Пересыпкина войсками связи стал руководить А. И. Леонов (с 1961 года маршал войск связи). Под его руководством продолжились работы по совершенствованию структуры войск и созданию новых средств связи.
Внедрение новых КВ и УКВ однополосных радиостанций большой и средней мощности существенно повысило качественные характеристики каналов радиосвязи в оперативной и оперативно-тактических звеньях управления войсками.
Дальнейшее развитие получила радиорелейная связь. Были созданы средства для нового вида связи — тропосферной связи, что позволило обеспечивать многоканальную связь высокого качества непосредственно между пунктами управления на удалении их друг от друга до 150—250 км (без ретрансляции).
В 60-х годах были развёрнуты первые практические работы по созданию линий спутниковой связи. Были созданы комплексы унифицированной аппаратуры уплотнения и каналообразования общей для кабельных, радиорелейных и тропосферных линий связи, новые средства телефонной, телеграфной и факсимильной аппаратуры, аппаратуры передачи данных и комплексы аппаратуры засекречивания информации различного назначения.
На базе использования нового поколения различной техники связи было создано и новое поколение аппаратных полевых узлов связи (ПУС), а также несколько типов командно-штабных машин (КШМ) на автомобильной и бронированной транспортной базе для командиров мотострелковых (танковых) полков и батальонов. Были внесены и соответствующие уточнения в организационную структуру войск связи и в систему подготовки высококвалифицированных командных и инженерных кадров.
Следующий этап развития войск связи с 1970 года связан с деятельностью А. И. Белова (в 1973 году присвоено воинское звание маршал войск связи).
В начале 70-х годов по его инициативе была разработана и внедрена в войска система регламентно-технического обслуживания и подконтрольной эксплуатации техники связи. Были приняты энергичные меры по решению проблемы управления самой системой связи и её элементами.
Промышленность в то время не производила технических средств для оснащения пунктов управления связью. В связи с этим 16-й Центральный научно-исследовательский испытательный институт Министерства обороны СССР было поручено в оперативном порядке разработать и изготовить нетиповое комплексное оборудование для пунктов управления связью.
Исходя из положений теории и практики войск связи был сделан вывод о необходимости создания единых систем связи объединений и соединений с сохранением подсистем связи родов войск, специальных войск и служб, обладающих определенной спецификой боевой деятельности (разведка, ПВО и авиация, ракетные войска и артиллерия, тыл и другое). В связи с этим, а также учитывая возрастающую роль систем и комплексов связи в управлении ВС СССР, 26 мая 1977 года вышла директива Генерального штаба № 314/3/0534 согласно которому Управление начальника войск связи Министерства обороны СССР было введено в состав Генерального штаба как Управление начальника связи Вооружённых Сил СССР. При этом должность начальника данного управления стала называться как «Начальник связи Вооруженных сил — заместитель начальника Генерального штаба».
В конце 1970-х годов были приняты меры по развитию комплексных исследований в научных организациях министерства обороны и промышленности по обоснованию концептуальных вопросов создания и функционирования перспективной автоматизированной системы связи Вооруженных Сил. По итогам этих исследований ЦК КПСС и Совет Министров СССР в 1980 году издал специальное постановление о создании большой кооперации промышленных и научно-исследовательских организаций Министерства обороны с целью развернуть работы по созданию Объединенной автоматизированной системы связи Вооруженных Сил (ОАСС ВС) и созданию технического оборудования для неё. В то же время создавались автоматизированная система связи фронта, единая система спутниковой связи Министерства обороны (отдельно от системы Министерства связи — при сохранении общей системы запуска космических аппаратов и командно-измерительных комплексов) и перспективные технические средства для них.
Были приняты меры по развитию комплексных исследований в научных организациях Минобороны и промышленности по обоснованию концептуальных вопросов создания и функционирования перспективной автоматизированной системы связи Вооружённых сил. По результатам этих исследований специальным постановлением ЦК КПСС и Совета Министров СССР в 1980 году была создана большая кооперация промышленных организаций и научно-исследовательских организаций МО, развернута работа по разработке Объединённой автоматизированной системы связи Вооружённых сил (ОАСС ВС) и созданию комплексов технических средств для нее. Одновременно создавалась единая система спутниковой связи Минобороны и перспективные технические средства для нее.
Для обеспечения функционирования разрабатываемых автоматизированных систем управления Вооружёнными силами, войсками и оружием создавались специальные системы передачи данных. Создание автоматизированных систем управления вызвало существенное повышение требований к техническим характеристикам средств связи и системы связи в целом.
В связи с этим постоянно уделялось внимание созданию новых поколений базовых средств связи общего применения и модернизации некоторых существующих средств.
В конце 80-х годов для обеспечения надежной радиосвязи в тактическом звене был создан автоматизированный комплекс коротковолновых и ультракоротковолновых радиостанций Р-163 (12 типов). В конце 1990-х годов на его замену поступил в войска совершенный комплекс помехозащищённой радиосвязи тактического звена Р-168 (17 типов).
Были созданы новые перспективные радиорелейные станции многоканальной и малоканальной связи, в том числе первая отечественная РРС миллиметрового диапазона, а также новые эффективные средства тропосферной связи.

## Войска связи на последнем этапе существования СССР

### Классификация войск
Классификация войск связи проходила по следующим основным признакам:
- принадлежность к системе управления, которую они обеспечивали связью:

- войска связи Генерального штаба (центрального подчинения);
- войска связи главных штабов видов Вооружённых Сил;
- войска связи оперативно-стратегических командований (фронтов, групп, округов);
- оперативных командований (армий и корпусов);
- объединений родов и видов Вооружённых Сил;
- подразделения связи соединений и подразделений родов и видов Вооружённых Сил.

- организационный состав:

- соединения — бригады;
- отдельные части — полки, батальоны (полевые узлы связи), роты (центры, взводы, отделения и экипажи);
- учреждения — научно-исследовательские институты и др.;
- учебные заведения
- ремонтные заводы, базы хранения и склады.

- функциональное предназначение соединений, частей и подразделений связи:

- узловые;
- линейные;
- территориальные;
- фельдъегерско-почтовой связи;
- контроля безопасности связи;
- технического обеспечения связи и автоматизированные системы управления (АСУ).

### Задачи войск связи по принадлежности к системе управления
Основными задачами Войск связи ВС СССР являлись:
- эксплуатация действующих систем связи;
- проведение мероприятий по поддержанию систем связи в установленных степенях боевой готовности;
- создание, развитие и совершенствование систем связи, обеспечение их надежной работы;
- усиление и наращивание систем связи при переводе Вооружённых Сил с мирного на военное время;
- развертывание полевой компоненты системы связи в ходе оперативного развертывания войск.

Войска связи центрального подчинения позволяли руководству Вооружённых Сил возможность в реальном масштабе времени реагировать на изменения в военно-политической и оперативно-стратегической обстановке в мире, гарантированно и в срок доводить решения и приказы на боевое применение соединений и частей. В войска связи входили: отдельные бригады и полки связи, полевые и стационарные узлы связи, узлы контроля безопасности связи, научно-исследовательские учреждения, учебные заведения, ремонтные заводы, базы хранения, склады.
Войска связи главных штабов видов Вооружённых сил обеспечивали управление командующим и штабам видов Вооружённых Сил группировками войск (сил) в повседневной деятельности, в период военной опасности и при выполнении боевых задач. Их структура аналогична составу войск связи центрального подчинения.
Войска связи оперативно-стратегического командования (стратегических командований направлений, фронтов, групп, округов, флотов) обеспечивали управление командующим и штабам оперативно-стратегических командований подчинёнными объединениями, соединениями и частями в каждодневной деятельности, в период военной опасности и при выполнении боевых задач. На этом уровне в войска входили: бригада связи узловая, бригада связи территориальная, отдельный полк (или батальон) связи тыла, узел связи штаба, центр автоматизированных систем управления, пункт управления (связи и автоматизированной системы управления войсками); узел фельдъегерско-почтовой связи, узлы (пункты) контроля безопасности связи, база ремонта средств связи, база хранения и ремонта военной техники.
Формирования связи оперативных командований (армий и корпусов) обеспечивали управление командованием и штабами подчиненными соединениями и частями как в каждодневной деятельности, так в угрожаемый период и при выполнении боевых задач. В их состав входили: отдельный полк связи узловой, узел связи штаба, узел фельдъегерско-почтовой связи, склад средств связи, база хранения и ремонта военной техники.
Соединения и части связи центрального, оперативно-стратегического и оперативного звеньев управления предназначались для развертывания и эксплуатационного обслуживания стационарных и полевых узлов связи пунктов управления Генштаба, главных штабов видов ВС, оперативных объединений, развертывания линий связи различными средствами, взаимного обмена каналами связи с взаимоувязанной сетью связи страны.

### Штатная структура войск
К заключительному периоду существования СССР наиболее массово были представлены войска связи центрального подчинения (или Верховного главнокомандования) и войска связи Сухопутных войск.
С окончания Великой Отечественной войны самыми крупными формированиями войск связи были бригады, которых насчитывалось около 50. Массовое создание бригад началось во вторую половину 1970-х годов, когда имевшиеся полки и отдельные батальоны центрального и окружного (группового) подчинения стали укрупняться и переформировываться в бригады.
Бригады центрального подчинения различались по своим задачам:
- бригады связи Верховного главнокомандования;
- узловые бригады;
- линейные (территориальные);
- бригады связи тыла;
- запасные бригады связи
- учебные бригады связи.

Каждая из бригад (кроме узловых) представляла собой соединение состоящее от 3 до 5 отдельных батальонов различного типа (радио-, тропосферной связи, дальней связи, радиорелейных, радиорелейно-кабельных, подземного кабеля, линейных, узловых, строительно-эксплуатационных, а также полевых и стационарных узлов. Полевые и стационарные узлы связи представляли собой формирование связи уровня батальона, состоящее из подразделений связи различных вышеперечисленных типов. Узловые бригады состояли из полевых узлов связи.
На тактическом уровне управления войскам (мотострелковые, танковые и воздушно-десантные дивизии), а также родов войск, специальных войск, технического обеспечения и тыла в их штатную структуру включались отдельные батальоны и роты связи, взводы связи (взводы управления), станции фельдъегерско-почтовой связи, взводы технического обеспечения, мастерские по ремонту средств связи.
Главные командования каждого из 4 направлений (Западное, Юго-западное, Южное и Дальневосточное) располагали 2 бригадами и 2—3 отдельными батальонами связи, а каждый из приграничных округов и ГСВГ также имел в своем распоряжении по 2—3 бригады связи, полк и 2—4 отдельных батальона, включая полк или батальон связи тыла.
Для каждой танковой или общевойсковой армии имелся армейский полк связи и радиорелейно-кабельный батальон, а в армейских корпусах - отдельный батальон. Основой армейского полка являлись 2 полевых узла связи и рота связи.
В войсках связи сухопутных войск основной боевой единицей войск связи были батальоны различных типов, которые были как составной частью бригад и полков так и частями в составе общевойсковых соединений. К таковым относятся следующие типы батальонов:
- в составе армейского корпуса, танковой, мотострелковой или воздушно-десантной дивизии — отдельный батальон связи;
- в составе бригад связи:

- отдельный батальон связи (узловой);
- отдельный линейный (линейно-кабельный) батальон связи;
- отдельный батальон дальней связи;
- отдельный строительно-эксплуатационный батальон связи;
- отдельный батальон тяжёлого подземного кабеля;

- в составе общевойсковой (танковой) армии, армейского корпуса:

- отдельный радиорелейный батальон (или тропосферной связи);
- отдельный радиорелейно-кабельный батальон - входил в состав

## Вооружение войск связи
В ходе Великой Отечественной войны в сухопутные войска поставлялись радиостанции 12-РТ, РБМ, А-7, РСБ-Ф, РАФ-КВ-3 и другие, а также многие образцы телеграфно-телефонной аппаратуры, в том числе совершенные на тот период полевые телеграфные аппараты 2БДА-43.
В конце 1944 в войска связи стала поступать радиостанция РАФ-КВ-4 с аппаратурой «Карбид», обеспечивавшая работу буквопечатающих телеграфных аппаратов по радиолиниям с защитой от помех. Промышленностью СССР было освоено производство ультракоротковолновых радиостанций.
В войсках постоянно увеличивалось насыщение средствами радиосвязи в различных звеньях управления. К примеру на начальном этапе войны в стрелковой дивизии было только 22 радиостанции, то к концу войны их количество выросло до 130.
С конца 1940-х годов и в 1950-е годы войска связи стали получать более совершенные средства связи.
Были созданы следующие образцы коротковолновых автомобильных радиостанций:
- для радиосетей Генерального штаба — Р-100 и Р-110;
- фронтовых радиосетей — Р-101 и Р-102;
- армейских и корпусных — Р-118 и Р-103;
- дивизионных — Р-104 (в переносной и перевозимой модификации);
- для танковых войск — Р-112.

Для обеспечения беспоисковой и бесподстроечной связи на тактическом звене, в войска поставлялись малогабаритные ультракоротковолновые радиостанции: Р-105, Р-1Об, Р-108, Р-109, Р-114, Р-116 и Р-113 (танковая).
В этот же период была внедрена принципиально новая для Советской армии схема радиорелейной связи (многоканальная станция Р-400 и малоканальная Р-401), а также комплексы частотного уплотнения и каналообразования (П-310, П-304, П-311, П-312, П-313, П-314). Были поставлены улучшенные образцы телефонной и телеграфной техники, коммутационные устройства, несколько типов полевых кабелей связи. В войсках появились первые образцы командно-штабных машин Р-125 «Алфавит», радиостанции Р-118 и радиорелейные станции Р-403 и Р-405, установка которых осуществлялась на автомобилях ГАЗ-69 и ГАЗ-бЗ, а в дальнейшем и на УАЗ-469 и ГАЗ-66.
В послевоенные годы был сделан упор на мобильность полевых узлов связи. В 1950-е и 1960-е годы в войска были поставлены комплексы подвижных узлов связи (ПУС) для командных пунктов разного звена управления:
- ПУС № 1 — фронтового командного пункта на 22 автомобилях;
- ПУС № 2 — передового фронтового на 6 автомобилях;
- ПУС № 3 — армейского на 9 автомобилях;
- ПУС № 4 — корпусного на 4 автомобилях;
- ПУС № 5 — дивизионного на 1 автомобиле.

Для оперативных и оперативно-тактических звеньев управления войсками были поставлены новые KB и УКВ однополосные радиостанции большой и средней мощности: Р-135, Р-136, Р-137, Р-140. Для тактического звена управления были разработаны переносные и возимые широкополосные УКВ-радиостанции Р-107 и Р-111 с автоматической перестройкой на заранее подготовленные частоты.
Прогресса достигла и радиорелейная связь. Новые типы радиостанций как Р-121, Р-122, Р-408 позволяли обеспечить многоканальную связь высокого качества непосредственно между пунктами управления на удалении их друг от друга до 150—250 км (без ретрансляции), в том числе через труднодоступную местность.
С начала 1970-х годов в войсках связи началась кардинальная модернизация и перевооружение на более совершенные образцы, которое связывают вступлением на должность начальника Войск связи Министерства обороны СССР генерал-полковника Белова А. И.
В войска стали поступать командно-штабные машины выполненные на базе боевой техники (БМП-1КШ и БМД-1КШ), новые образцы КШМ на автомобильной базе (Р-141, Р-142, Р-148), подвижный полевой узел связи Р-146А, унифицированный комплекс уплотнения линий связи «Топаз» (П-300, П-301, П-302); засекречивающая аппаратура связи (ЗАО Т-206-ЗМ).
В 1972 году было разработано и изготовлено нетиповое оборудование связи для первых образцов воздушных командных пунктов управления дивизии, армии, фронта, позволявшее управлять войсками с борта самолётов и вертолётов.
В 1970-е годы обновилось вооружение частей тропосферной связи, в которых старые комплексы на нескольких машинах (Р-408 на 3 автомобилях ЗиЛ-157 с длинномерными прицепами) были заменены на мобильные и компактные станции на одной машине (Р-410 и Р-412).
В 1972 году в войска начал поставляться комплекс наземных станций спутниковой космической связи Р-440 «Кристалл».
Совершенствовались аппаратные и станции всех типов полевых узлов связи, которые получали новую автомобильную базу и модифицированную аппаратуру:
- телефонные станции П-225;
- комплексные аппаратные П-240 и П-241;
- аппаратные дальней связи П-234, П-255 и П-257;
- аппаратные засекречивающей аппаратуры связи (ЗАС) П-242 и П-244;
- и другое.

Большой перечень станций и аппаратных, силовых установок и антенных устройств различного назначения для войск связи устанавливались на шасси автомобилей повышенной проходимости. К таковым относились: ГАЗ-63, ГАЗ-69, ГАЗ-66, ЗиЛ-157, ЗиЛ-131, Урал-375, Урал-4320 и КамАЗ-4320. Для этих шасси были разработаны типовые кузова-фургоны позволявшие размещать аппаратуру связи (типа КУНГ-1М, КМ-66, КМ-131).
В целях унификации часть техники связи устанавливалась на базе БТР и БМП. К примеру следующие образцы бронетехники стали основой для следующих командно-штабных машин и радиостанций:
- БТР-50 → БТР-50ПУ и БТР-50ПУМ;
- БМП-1 → БМП-1КШ
- БМД-1 → БМД-1КШ
- БРДМ → БРДМ-5.
- БТР-60 → Р-137Б, Р-140БМ, Р-145БМ, Р-156БМ, Р-238БТ, Р-240БТ, Р-241БТ, Р-409БМ, ПУ-12.

## Начальники войск связи
Список начальников войск связи:
- Любович А. М. — 1919—1920;
- Халепский И. А. — 1920—1924;
- коринженер Синявский Н. М. — 1924—1935;
- комкор Лонгва Р. В. — октябрь 1935 — май 1937;
- комкор Аксёнов А. М. — 21.05.1937 — 29.12.1937;
- генерал-лейтенант войск связи Найдёнов И. А. — февраль 1938 — 26.07.1940;
- генерал-майор войск связи Гапич Н. И. — 26.07.1940 — 22.07.1941;
- маршал войск связи Пересыпкин И. Т. — 1941—1957;
- генерал-полковник войск связи Булычёв И. Т. — 1957—1958;
- маршал войск связи Леонов А. И. — 1958—1970;
- маршал войск связи Белов А. И.  — 1970—1987;
- генерал-полковник Кобец К. И. — 1987—1991;
- генерал-полковник Лисовский О. С. — 1991.

## Подготовка кадров

### Подготовка офицерского состава
Подготовка младшего офицерского состава происходила в высших военных командных и инженерных училищах связи. К таковым относились:
- Кемеровское высшее военное командное училище связи имени маршала войск связи И. Т. Пересыпкина
- Новочеркасское высшее военное командное Краснознамённое училище связи имени Маршала Советского Союза В. Д. Соколовского
- Полтавское высшее военное командное училище связи имени Маршала Советского Союза К. С. Москаленко
- Рязанское высшее военное командное училище связи имени Маршала Советского Союза М. В. Захарова
- Томское высшее военное командное ордена Красной Звезды училище связи
- Ульяновское высшее военное командное ордена Красной Звезды училище связи имени Г. К. Орджоникидзе
- Киевское высшее военное инженерное дважды Краснознамённое училище связи имени М. И. Калинина
- Ленинградское высшее военное инженерное училище связи имени Ленсовета

Повышение квалификации и дальнейшая подготовка старших офицеров войск связи осуществлялась в Военной ордена Ленина, Краснознамённой академии связи имени Маршала Советского Союза С. М. Будённого в Ленинграде.

### Подготовка младших специалистов
В подчинении войск связи центрального командования, помимо бригад и батальонов, находились учебные части (как центрального подчинения, так и окружные), например:
- 151-я учебная бригада связи (в/ч 52922, Самарканд) - развернута на базе 1617-го батальона;
- 208-я школа прапорщиков войск связи Сухопутных войск (в/ч 83320, п. Барыбино);
- 31-й отдельный учебный полк связи ГСВГ (в/ч пп 73046, Вердер);
- 52-й отдельный учебный полк связи Туркестанского военного округа (в/ч 96699, Ашхабад);
- 58-й отдельный учебный полк связи Военной академии связи (в/ч 52052, п. Сертолово);
- 158-й отдельный учебный полк связи Дальневосточного военного округа (в/ч 52924, Хабаровск);
- 162-й отдельный учебный полк связи (в/ч 22165, Муром) - развернут на базе 1608-го батальона;
- 1609-й отдельный учебный батальон связи Северной группы войск (в/ч пп 79066, Легница);
- 1610-й отдельный учебный батальон связи Московского военного округа (в/ч 75269, Муром);
- 1611-й отдельный учебный батальон связи Ленинградского военного округа (в/ч 52919, п. Черная Речка);
- 1612-й отдельный учебный батальон связи Прибалтийского военного округа (в/ч 75270, Вильнюс);
- 1613-й отдельный учебный батальон связи Белорусского военного округа (в/ч 52920, Минск);
- 1614-й отдельный учебный батальон связи Прикарпатского военного округа (в/ч 75271, Львовская обл. п/о Старичи);
- 1615-й отдельный учебный батальон связи Одесского военного округа (в/ч 52921, Одесса);
- 1616-й отдельный учебный батальон связи Закавказского военного округа (в/ч 75272, Октемберян);
- 1618-й отдельный учебный батальон связи Киевского военного округа (в/ч 75273, Гостомель);
- 1619-й отдельный учебный батальон связи Северо-Кавказского военного округа (в/ч 52923, Ростов-на-Дону);
- 1620-й отдельный учебный батальон связи Забайкальского военного округа (в/ч 75274, Улан-Удэ);
- 1686-й отдельный учебный батальон связи Уральского военного округа (в/ч 07170, Свердловск).

Младших специалистов для общевоинских соединений и частей обучали в отдельных учебных батальонах связи учебных мотострелковых и танковых дивизий, которые имелись в каждом округе.